# Gaj-Grzmięca
Gaj-Grzmięca is een plaats in het Poolse district  Brodnicki, woiwodschap Koejavië-Pommeren. De plaats maakt deel uit van de gemeente Zbiczno en telt 110 inwoners.